# Microcentrum rhombifolium
Microcentrum rhombifolium är en insektsart som först beskrevs av Henri Saussure 1859.  Microcentrum rhombifolium ingår i släktet Microcentrum och familjen vårtbitare. Inga underarter finns listade i Catalogue of Life.